# Čchang-e

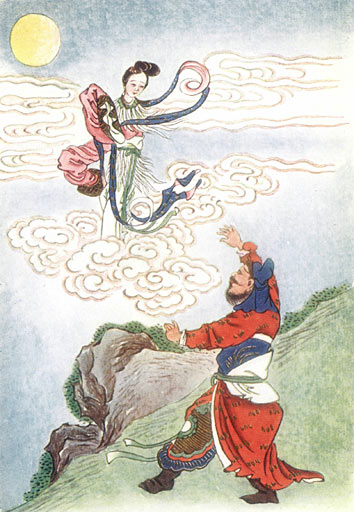
Čchang-e odlétající na Měsíc (1520)

Čchang-e (čínsky pchin-jinem Cháng'é, znaky 嫦娥) je čínská bohyně Měsíce. Často je mylně zaměňována s měsíční bohyní Čchang-si, která porodila dvanáct měsíců.
Ačkoliv Čchang-e vystupuje v několika čínských mýtech, nejznámější je ve spojitosti s elixírem nesmrtelnosti. Podle některých verzí byla k jeho vypití donucena, když se ho pokusil ukrást učeň jejího manžela, lukostřelce Chou Iho, podle jiných byla chamtivou ženou, která ho ukradla buď manželovi, nebo ženě Nefritového císaře. Všechny varianty končí tím, že se stala nesmrtelnou a odvála na Měsíc.

## Jméno
Čchang-e je také nazývána Čchang-Er nebo Čchang-o.
Její jméno se skládá ze dvou částí:
- čchang (嫦) je slovo (potažmo znak), které vystihuje pouze jméno této bohyně a jiný význam nemá.
- e (娥) znamená „hezká, mladá žena“.

Ve nejstarších mýtech vystupuje jako Cheng-e (姮娥). Ke změně jména došlo za vlády císaře Wen-tiho, vlastním jménem Liou Chenga (劉恆), (203 př. n. l. – 157 př. n. l.). Důvodem bylo, že se v jejím a císařově jméně objevoval podobný znak. Jméno císaře mělo být zcela jedinečné a považovalo se za tabu, pokud je nosil i někdo další.

## Atributy
Předtím, než se stala bohyní Měsíce, byla Čchang-e po celé Číně proslulá svou krásou. Měla bledou kůži bílou jako mléko, černé vlasy a rty jako květy třešní. V umění je zobrazována jako půvabná mladá žena s krásnými ozdobami ve vlasech. Často se na obrazech s ní objevuje i bílý králík představující Nefritového zajíce, který jí podle některých legend dělá na Měsíci společnost.

## Mýty

### Nejstarší
Jednou z nejstarších písemných zmínek o této měsíční bohyni je věštecký text Kuej-cchang (歸藏), podle kterého Čchang-e vzala lék zajišťující nesmrtelnost manželce Nefritového císaře, snědla jej a poté odlétla na Měsíc a stala se jeho esencí. Podle některých převyprávění ji k tomu vedlo sobectví, podle jiných touha zvrátit trest v podobě smrtelného života, který jí byl dříve udělen Nefritovým císařem za to, že v jeho službách rozbila porcelánovou konvici.

### Nejznámější
V moderní době se často vypráví dvě verze příběhu. První z nich hovoří o dobrovolném vypití elixíru:
Když byla země ještě mladá, bylo na nebi deset sluncí. Neexistovalo nic jako noc a kvůli extrémnímu horku na zemi nic nerostlo, což ohrožovalo lidstvo. Jednoho dne se nadaný lukostřelec Hou Yi rozhodl udělat tomu přítrž a devět z deseti sluncí sestřelil z oblohy. Za odměnu mu bohyně Xiwangmu dala elixír nesmrtelnosti. Chou I byl bohyni za dar vděčný, problémem ale bylo, že elixíru bylo dost jen pro jednoho a on nechtěl žít nesmrtelný život bez své ženy. Nakonec se proto rozhodl elixír nevypít a schoval ho pod svou postel. Čchang-e ho ale v noci objevila a vypila. Když si Chou I uvědomil, že je v posteli sám, vyběhl před dům a viděl, jak jeho žena odlétá k měsíci. Rozzuřil se, vzal svůj luk a pokoušel se ji sestřelit, ale minul. Po čase jeho zlost opadla a začalo se mu po manželce stýskat. Často se díval na noční oblohu a přemýšlel, jak moc se Čchang-e musí cítit osamělá. Proto (a aby jí ukázal, že se už nezlobí) začal každý večer nosit před dům její oblíbené dezerty a ovoce a to až do doby, kdy zemřel.
Podle druhé verze dohnala Čchang-e k vypití elixíru zoufalá situace:
Kdysi dávno bylo na obloze 10 sluncí, která spalovala všechny rostliny na zemi a lidé umírali. Jednoho dne vzal lukostřelec Chou I svůj luk a devět sluncí sestřelil z oblohy. Za odměnu mu žena Nefritového císaře věnovala láhev elixíru, díky němuž se měl stát nesmrtelným. Elixíru byl ale dost pouze pro jednoho a on chtěl zůstat se svou ženou. Proto elixír nevypil a požádal Čchang-e, aby ho schovala. Díky sestřelení sluncí se stal Chou I slavným a lidé za ním chodili a žádali ho, aby je vzal do učení. Chou I většinu z nich přijal. Jedním z jeho žáků se stal Pchang Meng, který chtěl získat jeho elixír pro sebe. Proto, když jednou vyrazili Chou I s ostatními žáky na lov, Pchang Meng předstíral nemoc a zůstal doma. Počkal, až družina odejde a sám se vydal do Chou Iho domu, kde se pokusil přinutit Čchang-e, aby mu elixír vydala. Čchang-e věděla, že Pchang Mengovi nemůže vzdorovat, a tak elixír vypila. Záhy se začala vznášet a stoupala výš a výš, až se zastavila na Měsíci. Když se Chou I vrátil domů a zjistil, co se stalo, byl velmi smutný. Každou noc pak nosil ven jídlo v naději, že se Čchang-e vrátí.
Obě verze obsahují zmínky o tom, že Chou I nosil své ženě v noci jídlo. S tím souvisí čínská tradice, která přežila do moderní doby. Číňané se jednou za rok (15. den osmého lunárního měsíce) schází a jedí společně pod širou oblohou.

## Slavnosti

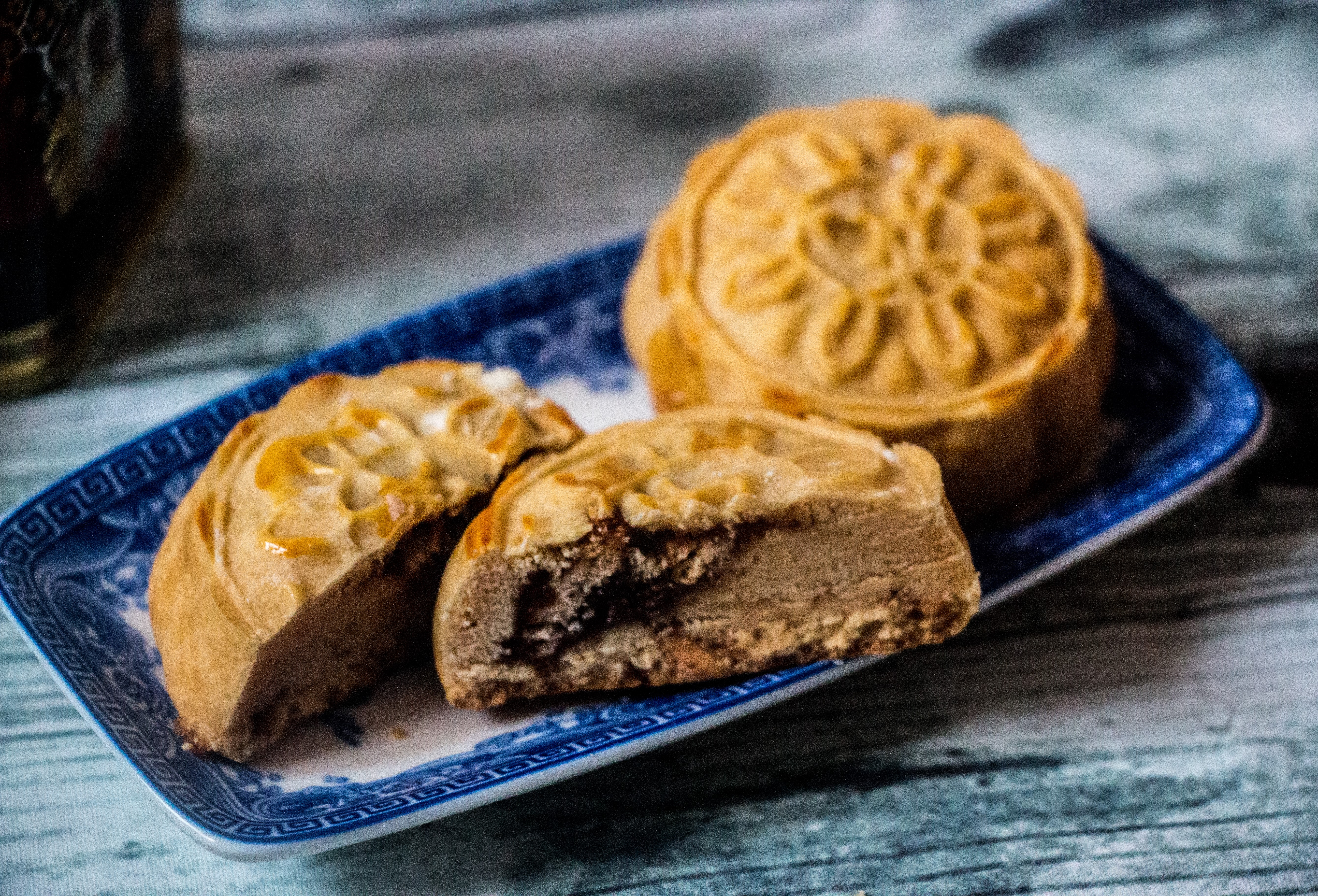
Měsíční koláče

Příběh Čchang-e je připomínán každoročně během Svátku středu podzimu (中秋節). Jedná se o tradiční svátek spojený s oslavou konce sklizně. Během festivalu jsou Měsíční bohyni Čchang-e přinášeny oběti v podobě jídla a ona by za to měla lidem, kteří oběť přinesli, zajistit štěstí v následujícím roce. Rodiny se schází u slavnostní tabule, kde se podávají hlavně kulaté potraviny a měsíční koláče, které jsou často zdobeny motivy souvisejícími s Čchang-e.

## Vesmírný program
Po Čchang-e je pojmenovaný čínský vesmírný program agentury CNSA Program Čchang-e (嫦娥工程), oficiálně Čínský program výzkumu Měsíce, který byl zahájen v roce 2007.

## Filmy
Měsíční bohyně Čchang-e se objevila v pohádce Až na Měsíc (v anglickém originále Over the Moon). Jedná se o animovaný muzikál z roku 2020. V angličtině postavu Čchang-e namluvila americká zpěvačka Phillipa Soo, do češtiny ji nadabovala Vendula Příhodová.